# Trupanea apicalis
Trupanea apicalis är en tvåvingeart som beskrevs av Hardy 1980. Trupanea apicalis ingår i släktet Trupanea och familjen borrflugor. Inga underarter finns listade i Catalogue of Life.